# ماجستير الآداب في التدريس
ماجستير الآداب في التدريس (MAT) أو ماجستير العلوم في التدريس (MST) هو بشكل عام درجة ما قبل الخدمة والتي تتطلب عادة ما لا يقل عن 30 ساعة في فصل دراسي بعد درجة البكالوريوس. في حين أن البرنامج غالبًا ما يتطلب دروسًا تعليمية من أجل تلبية متطلبات الترخيص، فإنه يركز على الدورات الدراسية المتقدمة في تخصص أكاديمي محدد لتعزيز معرفة الفرد في هذا المجال. علاوة على ذلك، فإنه يركز على تعليم المرشح مهارات التدريس العملية لاستخدامها كمدرس بدلاً من التركيز على إجراء البحوث في المجال التعليمي. عادة ما يقضي المرشحون فصلًا دراسيًا كمدرس طالب بدوام كامل من أجل الحصول على الدرجة. يوجد نموذجان عامان تتبعهما درجات (MAT أو MST): نموذج السنة الخامسة، حيث يقضي الطلاب عامًا إضافيًا بعد درجة البكالوريوس للحصول على درجة الماجستير وترخيص التدريس الأولي، أو برنامج "فليكس"، والذي عادةً ما يكون تقدم دورات نهاية الأسبوع والمساء بدوام جزئي لاستيعاب المهنيين الذين يغيرون وظائفهم. بعض الجامعات تسمي هذه الدرجة ماجستير الآداب في التربية.
غالبًا ما تكون درجة الماجستير في الآداب أو ماجستير العلوم في التدريس مفيدة لمعلمي المدارس المتوسطة والثانوية لأنها تتيح لهم التركيز على معرفة مجال الموضوع في برنامجهم الجامعي ثم اكتساب المهارات التربوية في دراساتهم العليا.
على الرغم من عدم وجود معيار محدد في تحديد ما إذا كان البرنامج يجب أن يكون MAT أو MST، غالبًا ما يمكن ملاحظة الفرق بينهما في برامج MAT التي تركز بشكل أكبر على تعزيز المعرفة بمجال الموضوع من خلال الدورات الاختيارية الموجهة نحو الدورات الدراسية والمحتوى المتقدم أثناء برامج MST في "طرق تدريس أكثر فاعلية" مع دورات اختيارية من أجل فهم أفضل لعلم أصول التدريس وتطبيقه.
وهي تختلف عن درجة الماجستير في التربية (M.Ed)، والتي عادة ما تكون مصممة للمعلمين الممارسين أو أولئك الذين يرغبون في العمل كمستشارين (مدرسة أو غير ذلك) أو كمسؤولين تربويين.